# Стюарт, Джон, 2-й герцог Олбани
Джон Стюарт (англ. John Stewart; 1481 — 2 июля 1536), 2-й герцог Олбани и граф Марч (с 1505 года) — регент Шотландии в 1515—1524 годах, в период несовершеннолетия короля Якова V.
Джон Стюарт был сыном Александра Стюарта, герцога Олбани, и Анны де Ла Тур. Будучи двоюродным братом короля Шотландии Якова IV, Джон являлся первым в списке наследников короны после сына короля.

## Молодые годы и назначение регентом
После эмиграции своего отца в 1483 году, Джон проживал во Франции и служил во французской армии. В 1513 году во Флодденской битве был убит король Шотландии Яков IV, и шотландские бароны, недовольные правлением королевы Маргариты Тюдор, приняли решение пригласить Джона Стюарта как ближайшего родственника монарха возглавить регентский совет при малолетнем Якове V. Шотландцы надеялись с помощью герцога Олбани, наполовину француза и с крепкими связями при дворе французского короля, заручиться помощью Франции для продолжения военных действий против Англии. Однако, когда герцог 16 мая 1515 года прибыл в Шотландию, он привёз с собой не французских солдат, а настойчивое пожелание Франциска I заключить перемирие с англичанами: Франция к этому времени стала союзником Англии в борьбе против императора Максимилиана.

## Внешняя политика
В начале своего правления в Шотландии герцог Олбани был вынужден удерживать шотландцев от агрессивных действий по отношению к Англии. Одновременно он пытался разрушить франко-английский блок. В 1517 году герцог отправился во Францию для переговоров о возобновлении союза, и 26 августа 1517 года ему удалось заключить Руанский договор с французским королём: каждая сторона обязалась прийти другой на помощь в случае английской агрессии, союз должен был скрепить брак Якова V и одной из дочерей Франциска I. Тем не менее, возвращение Олбани в Шотландию отложилось: по настоянию Генриха VIII, короля Англии, Франциск I задержал герцога во Франции. Лишь после разрыва англо-французского перемирия в 1521 году Джону Стюарту удалось вернуться в Шотландию.
В 1522 году Руанский договор был ратифицирован обеими сторонами, и регент начал подготовку к вторжению в Англию. Однако собранное герцогом Олбани ополчение летом 1522 года отказалось участвовать в военной кампании против Англии: шотландцы были недовольны отсутствием реальной военной поддержки со стороны Франции, а кроме того, усилились проанглийские настроения среди шотландской знати. Олбани вновь был вынужден отправиться во Францию и в 1523 году вернулся с почти пятитысячным французским экспедиционным корпусом. Но новая кампания тоже провалилась: шотландская армия, вступив на английскую территорию в конце октября 1523 года, отказались продвигаться дальше, и Олбани был вынужден отозвать войска. Вскоре, по требованию парламента Шотландии, французские части покинули территорию страны. Крах экспедиций 1522—1523 годов продемонстрировал кризис франко-шотландского союза и усиление симпатий со стороны шотландского дворянства к идее сближения с Англией.
Тесные связи герцога Олбани при дворе папы римского (сестра жены герцога была замужем за племянником папы Климента VII), позволили ему добиться в 1519 году подтверждения права короля Шотландии представлять своих кандидатов для замещения вакантных должностей в шотландской церковной иерархии, что привело к фактически полному подчинению церкви и её доходов королевской власти.

## Внутренняя политика
Прибыв в качестве регента в Шотландию в 1515 году, герцог Олбани оказался в центре борьбы за власть стране вокруг малолетнего короля Якова V. Решительные действия регента — изгнание графа Ангуса и подавление инспирированного английским королём восстания южно-шотландских баронов, позволили установить мир в стране. Политика герцога Олбани в отношении шотландской знати отличалась гибкостью: силовое подавление мятежей сочеталось с уступками недовольным баронам и стремлением к компромиссу. Регент оставался подчеркнуто лоялен к молодому королю. Все это позволило правлению Олбани обрести достаточно прочную поддержку в широких слоях шотландского общества.
Во время нахождения Олбани во Франции в 1517—1521 годах шотландское правительство возглавлял Джеймс Гамильтон, 1-й граф Арран. Однако отсутствие регента немедленно привело к возобновлению противостояния между различными группировками знати, прежде всего между Арраном и Ангусом. Лишь возвращение Олбани в 1521 году позволило примирить враждующие стороны.
К середине 1520-х годов последовательный про-французский курс внешней политики Олбани и колоссальные расходы регента на содержание своего двора, поездки во Францию и содержание французских войск в Шотландии, начали вызывать недовольство части шотландской знати. Набирала силу партия сторонников сближения с Англией, во главе с графом Ангусом, в значительной степени финансируемая английским королём. Очередной отъезд герцога во Францию в 1524 году позволил Ангусу перейти в наступление: 1 августа 1524 года было объявлено об окончании регентства и начале самостоятельного правления короля Якова V. Фактически, однако, власть захватил Ангус, который удерживал молодого короля в своем замке. Герцог Олбани был вынужден остаться во Франции.

## Деятельность Олбани во Франции
Несмотря на переезд во Францию, а позднее в Рим, до самой своей смерти в 1536 году герцог Олбани продолжал оказывать помощь Шотландии. Он фактически являлся представителем шотландского короля в континентальной Европе. Благодаря влиянию Олбани шотландские купцы были освобождены от пошлин во французском порту Дьеп. Будучи последовательным сторонником союза Шотландии, Франции и папства, герцог Олбани в 1527 году выступил с предложением организовать брак Якова V и Екатерины Медичи, родственницы папы Климента VII. Длительные переговоры по этому поводу, однако, не увенчались успехом: папа предпочел выдать свою внучатую племянницу за французского принца, будущего короля Генриха II. Тем не менее, в качестве компенсации за несостоявшийся брак, Олбани добился от папства беспрецедентного решения: введения постоянного налога на шотландское духовенство в пользу королевской казны в размере 10 тыс. фунтов стерлингов в год.
Деятельность герцога Олбани в качестве регента Шотландии и позднее на дипломатическом поприще оказала в целом благотворное влияние на развитие шотландского государства. Благодаря его политике компромиссов удалось на протяжении большей части периода несовершеннолетия короля Якова V удержать стабильность и спокойствие в Шотландии.

## Брак
- (1505) Анна де Ла Тур, графиня Оверньская, дочь Жана IV, графа Оверньского. Анна была двоюродной сестрой герцога Олбани по материнской линии. Детей они не имели. С его смертью ближайшим родственником короля и фактическим наследником шотландского престола стал Джеймс Гамильтон, 2-й граф Арран.

- Внебрачная дочь герцога от Джейн Абернети Элеанора Стюарт 22 октября 1547 в Фонтенбло вышла замуж за Жана III де Лопиталя (ум. 1578), графа де Шуази.